# Franco Tamponi
Franco Tamponi (all'anagrafe Francesco Tamponi) (Modane, 18 gennaio 1925 – 30 dicembre 2010) è stato un violinista, direttore d'orchestra, arrangiatore e compositore di musica da film italiano.

## Biografia
Franco Tamponi inizia lo studio del violino a 5 anni, diplomandosi presso il Conservatorio Santa Cecilia all'età di 17 anni con il massimo dei voti, conseguendo in seguito lo stesso punteggio nei corsi di perfezionamento di violino e di musica da camera.
Inizia in seguito lo studio dell'armonia e del contrappunto con V. Tosatti e della strumentazione con R. Gervasio.
Nel 1944 vince un'audizione alla Rai che gli affida una serie di trasmissioni "dal vivo" coronate da un concerto di Paganini con l'orchestra sinfonica diretta da un giovanissimo Carlo Maria Giulini.
Svolge da allora per molti anni un'intensa attività solistica e cameristica; vince nel 1954 il concorso per la cattedra di musica d'insieme e quartetto (attività durata ben 40 anni di cui 30 presso il Conservatorio Santa Cecilia) e ha il merito, tra l'altro, di essere tra i fondatori del complesso I Musici con il quale suona nelle più importanti sedi concertistiche mondiali e nella cui formazione rimane fino al 1964.
Nello stesso anno decide pertanto di dedicarsi con maggior profitto a quell'attività di orchestratore e di compositore in cui trova nuovi stimoli già presenti durante la lunga militanza quale primo violino solista nelle formazioni orchestrali per le colonne sonore di film di rilevanza internazionale come Nuovo Cinema Paradiso e Canone inverso,. Incide anche la colonna sonora del film Il brigadiere Pasquale Zagaria ama la mamma e la polizia 
Inizia allora a scrivere musica per documentari e cinegiornali e brani di ogni stile e genere per case discografiche quali Fonit Cetra, BMG Ricordi, CAM ed altre specializzate in musica per sonorizzazioni.
Ma è soprattutto come revisore ed elaboratore di musica antica che Franco Tamponi ha ottenuto i risultati più apprezzabili; i suoi lavori sono stati eseguiti da solisti quali Salvatore Accardo, Uto Ughi, Severino Gazzelloni, Petracchi, Stefanato, Félix Ayo ed altri. Nel 1998 il maestro Accardo eseguì durante il concerto di Natale svoltosi al Senato della Repubblica la sua "Parafrasi dell'Inno degli Italiani", anche conosciuto come Inno di Mameli .
Ha inoltre scritto le cadenze per i concerti per violino di Franz Joseph Haydn incise da Salvatore Accardo per la Philips e stampate dalle Edizioni musicali Bèrben. Per Uto Ughi ha orchestrato la Fantasia sulla Carmen di Bizet scritta per violino e pianoforte da P. de Sarasate. Ha realizzato per fortepiano le sonate per viola e basso di Rolla stampate da Suvini Zerboni.
Importante l'attività direttoriale: ha diretto le orchestre di Santa Cecilia, la London Chamber Orchestra, le orchestre della Rai di Torino, di Roma, la "Alessandro Scarlatti" di Napoli, la Sinfonica Abruzzese e varie formazioni cameristiche.
Ha orchestrato per orchestra d'archi e da camera L'Inno di Mameli eseguito al Senato e in altre sedi in situazioni di circostanza da direttore quali Accardo, Marrone, Olmi ed altri.
Dal 1947 è iscritto alla SIAE e ne è socio effettivo dal 1970.

### Vita privata
Il figlio Carlo Tamponi, diplomato in flauto, anche lui presso il Conservatorio Santa Cecilia di Roma, è il Primo flauto dell'Orchestra Nazionale di Santa Cecilia.

## Discografia
Con Salvatore Accardo ha realizzato quale direttore e revisore due dischi di musiche di Paganini registrate per la EMI con la English Chamber Orchestra.